# Keith Curle
Keith Curle (Bristol, 14 november 1963) is een Engels voetbalcoach en voormalig voetballer die als centrale verdediger speelde bij onder meer Wimbledon, Manchester City en Wolverhampton Wanderers. Hij speelde meer dan 700 officiële wedstrijden. Curle kwam drie maal uit voor het Engels voetbalelftal en nam deel aan EURO 1992 in Zweden.

## Clubcarrière
Curle was een centrale verdediger en kwam achtereenvolgens uit voor Bristol Rovers, Torquay United, Bristol City, Reading, Wimbledon, Manchester City, Wolverhampton Wanderers, Sheffield United, Barnsley en Mansfield Town. Zijn carrière als profvoetballer duurde uiteindelijk 24 jaar, van 1981 tot 2005.
Curle was aanvoerder van Manchester City onder leiding van trainer Peter Reid gedurende de eerste periode van City in de Premier League, van 1992 tot 1996. Curle degradeerde met City uit de Premier League in 1996. Na de degradatie van 1996 verliet hij de club. Curle eindigde met de club steevast in de rechterkolom van de eindklassering. City had nog niet de financiële slagkracht van anno 2020. De club degradeerde meermaals uit de Premier League voordat men onafgebroken in de hoogste klasse actief werd sinds 2002. Curle werd in 1991 door Manchester City overgenomen van het voormalige Wimbledon, toen de Premier League nog niet werd opgericht.
Van 1996 tot 2000 speelde hij voor Wolverhampton Wanderers, waarmee hij verscheidene keren promotie naar de Premier League misliep.
In zijn periode bij Sheffield United (2000–2002) speelde Curle onder Neil Warnock. Bij Sheffield speelde Curle samen met onder anderen Peter Ndlovu – de Zimbabwaanse topschutter aller tijden – en Phil Jagielka.  Befaamd is de bijdrage van Curle aan de "Battle of the Bramall", een wedstrijd tussen Sheffield en West Brom op 16 maart 2002 die – als eerste ooit – na 82 minuten moest worden stilgelegd wegens te veel rode kaarten (3 voor Sheffield United). Kapitein Curle kreeg "slechts" een geel karton te zien.
Curle beëindigde zijn lange carrière als speler-trainer bij Mansfield Town in 2005. Hij speelde finaal 708 competitiewedstrijden en scoorde 35 doelpunten.

## Interlandcarrière
De drie interlands van Curle voor Engeland dateren van de periode 1992–1993. Hij debuteerde onder Graham Taylor tegen de Sovjet-Unie op 29 april 1992 (2–2).

## Trainerscarrière
Na zijn actieve loopbaan streefde Curle een carrière na als trainer. Hij ging aan de slag in de English Football League, meest recent bij Northampton Town sinds 2018.